# Тимково (Богородський міський округ)
Ти́мково (рос. Тимково) — присілок у складі Богородського міського округу Московської області, Росія.

## Населення
Населення — 208 осіб (2010; 195 у 2002).
Національний склад (станом на 2002 рік):
- росіяни — 99 %